# Amon Sûl
Amon Sûl eller Väderklint är i J.R.R. Tolkiens böcker en kulle i Eriador i Midgård som tillhörde Arnor (och sedan Arthedain efter splittringen). Det är den högsta och den sydligaste av Väderklintarna. Platsen var länge av stor betydelse eftersom Nordens största palantír var placerad där. Amon Sûl var väl befäst och från toppen gavs mycket god utsikt.
Väderklint överblickar den Stora Vägen (Dvärgvägen) och ligger ungefär halvvägs mellan Fylke och Riftedal. Kullen reser sig ca 305 meter över det närliggande landskapet. Länge var den platsen för ett mäktigt vakttorn där palantíren var placerad, men tornet brändes och förstördes 1409 av Angmar. Vid tiden för Ringens Krig återstod bara en grov krona av sten på toppen av kullen. En stig ledde norrut som förband platsen med de andra fortifikationerna.

## Amon Sûls vakttorn
Tornet var både högt och vackert och bestod länge; det byggdes av Elendil efter Arnors grundande år 3320, andra åldern. Men vid tiden för Ringens Krig återstod bara ruiner sedan Angmar raserat tornet år 1409, tredje åldern. Vid tiden för grundandet delades de sju palantírerna upp mellan Elendil och hans söner, och placerades sedan på olika välbefästa platser i Gondor och Arnor. En av dem, den mäktigaste i norr, placerades i Amon Sûl. Denna sten var den som främst användes i kommunikationen med Gondor. Innan den förlorades användes den bland annat under förhandlingarna med Gondor, då Gondor saknade en klar kandidat till kungaämbetet på Arveduis tid.
När Arnor splittrades efter Eärendurs död år 861 tog Arthedain kontrollen över Amon Sûl, till Cardolans och Rhudaurs förtret.
År 1356 dog kung Argeleb I av Arthedain i strid mot Rhudaur då han försvarade Väderklintarna. Detta eftersom Rhudaurs styre tagits över av en ond herre som i hemlighet var allierad med Angmar. Men Arveleg, hans son, drev tillbaka fienden och höll linjen längs Väderklintarna i många år. Men till slut, år 1409, anföll Angmar fästet med stora styrkor och Arveleg föll i striderna, men palantíren räddades och fördes till Fornost. Tornet och närliggande fortifikationer förstördes i grund av Angmar och återuppbyggdes aldrig eftersom Arnor inte återhämtade sig efter denna tunga förlust.

## Härskarringen
Väderklint omnämns inte i Bilbo - En hobbits äventyr men spelar en viktig roll i Härskarringen.
Den tredje oktober 3018 anfölls Gandalf av alla Nazgûler då han befann sig på toppen, men tack vare sin eldmagi och solens uppgång kunde han fly norrut från platsen med fyra Nazgûler i hälarna. Innan han lämnade platsen ristade han in en runa ("G" följt av tre streck) i en sten, som inte svetts av elden, för att tala om för hoberna att han varit där.
Efter att ha flytt från Bri med Vidstige närmade sig hoberna Väderklint från norr (för att undvika den farliga landsvägen). På toppen upptäckte de ringen av sten och en inristning som tydde på att Gandalf befunnit sig där den 3 oktober (3 dagar tidigare). Från toppen kunde de också se Nazgûler samla sig borta vid landsvägen, endast några km bort. Samma natt anfölls de av 5 av Nazgûlerna i sitt läger nedanför toppen. Frodo blev i samband med detta huggen av Häxmästaren av Angmars morgul-klinga, men därefter drevs fienden tillbaka av de övriga.